# 小行星6863
小行星6863（英語：6863）是一颗围绕太阳公转的小行星。1991年8月5日，亨利·E·霍爾特在帕洛马山发现了此天体。
这颗小行星的绝对星等为167.3854894949091等。